# Danis Ferenc
Danis Ferenc (Egeg, 1931. január 16. – Ipolyság, 2022. július 22.) szlovákiai magyar tanár, agrármérnök, helytörténész.

## Élete
1951-ben érettségizett az ipolysági gimnáziumban. Évekig munkásként dolgozott Zólyombrézón, közben 1956-ban elvégezte a nyitrai Mezőgazdasági Egyetem növénytermesztési szakát. 1956–1960 között az Ipolysági Járási Hivatal mezőgazdasági osztályának munkatársa volt. Az 1960-as közigazgatási átszervezéskor megszűnt az Ipolysági járás, így lett az Ipolysági Mezőgazdasági Szakközépiskola tanára, majd igazgatóhelyettese, 1968-tól pedig igazgatója, egészen 1994-ben történt nyugalomba vonulásáig.
Emellett kultúraszervezéssel és helytörténetírással is foglalkozott. 1990 után egyik kezdeményezője volt az ipolysági Honti Múzeum újraindításának és a Simonyi Lajos Galéria létrehozásának. Első igazgatóként sokat fáradozott a múzeum és a galéria gyűjteményének bővítésén. 1993-tól éveken át főszerkesztője volt a Honti Lapoknak. Több helytörténeti művet írt Ipolyságról és szülőfalujáról is.

## Elismerései
- 1991 Csemadok OV ezüstérme
- 1998 Nyitrai Mezőgazdasági Intézet arany emlékérme
- 2001 Ipolyság Város Díja[3]

## Főbb művei
- 1997 Ipolyság, a határ menti város
- 2001 Az ipolysági mezőgazdasági iskolák története
- 2002 Ipolyság – A zsidóság és történeti emlékei (2002)
- 2005 Ipolyság
- Ipolyság; 2. bőv. jav. kiad.; KT, Komárom, 2007